# Hầu Cảnh
Hầu Cảnh (tiếng Trung: 侯景; bính âm: Hóu Jǐng, 503 – 552), tên tự là Vạn Cảnh, tên lúc nhỏ là Cẩu Tử, nguyên quán là quận Sóc Phương (có thuyết là quận Nhạn Môn), sinh quán là trấn Hoài Sóc , dân tộc Yết đã Tiên Ti hóa, là tướng lĩnh nhà Bắc Ngụy, phản tướng nhà Đông Ngụy, nhà Lương thời Nam Bắc triều (Trung Quốc) trong lịch sử Trung Quốc. Sau khi phát động các cuộc binh biến chống Đông Ngụy và nhà Lương, Hầu Cảnh tự lập làm vua nhưng nhanh chóng thất bại.

## Thiếu thời
Hầu Cảnh từ nhỏ quấy phá thôn xóm, bị mọi người xa lánh. Khi trưởng thành, ông có tính kiêu dũng lại có sức mạnh, giỏi cưỡi ngựa bắn cung. Nhờ đó được tuyển làm Hoài Sóc trấn binh, lập một ít công lao, làm đến Công tào sứ.
Lục Trấn khởi nghĩa nổ ra, Hầu Cảnh đầu quân cho Nhĩ Chu Vinh, rất được xem trọng, ủy nhiệm việc quân. Ban đầu, ông theo học binh pháp bộ tướng của Vinh là Mộ Dung Thiệu Tông, chẳng bao lâu, Thiệu Tông phải hỏi ý kiến của ông. Nhờ tham gia đánh dẹp Cát Vinh, Hầu Cảnh được làm Định Châu thứ sử, Đại hành đài, phong Bộc Dương quận công, bắt đầu có tiếng tăm.

## Phò tá Cao Hoan
Hầu Cảnh vốn có quan hệ hữu hảo với Cao Hoan, sau khi Cao Hoan diệt họ Nhĩ Chu, Cảnh đưa quân về hàng, tiếp tục được trọng dụng. Ông sớm làm đến Lại bộ thương thư, thường phàn nàn đây là việc giấy tờ, không phù hợp với mình.
Năm Thiên Bình đầu tiên (534), Hầu Cảnh đánh bại Hạ Bạt Thắng, chiếm được Kinh Châu.
Năm thứ 3 (536), Hầu Cảnh thống lĩnh 7 vạn quân đi đánh chiếm được Sở Châu của nhà Lương, bắt thứ sử Hoàn Hòa. Ông thừa thắng tiến quân, nhưng bị Trần Khánh Chi đánh bại, phải bỏ hết quân nhu chạy trốn.
Khi Cao Hoan đưa quân đến Sa Uyển (537), Hầu Cảnh nhận chức Tây đạo đại hành đài, kiến nghị chia quân Tiền – Hậu mà tiến. Cao Hoan không nghe, kết quả đại bại.
Năm sau (538), Hầu Cảnh soái bọn Lư Dũng đưa quân tây tiến, đánh hạ Nam Phần Châu, Toánh Châu, Dự Châu, cùng Cao Ngao Tào vây tướng Tây Ngụy là Độc Cô Tín ở Kim Dung. Vũ Văn Thái đưa đại quân đến, ông lui quân về bờ nam Hoàng Hà, bắc giữ Hà Kiều, nam dựa Mang Sơn mà bày trận, bẻ gãy tiền quân Tây Ngụy, suýt giết được Vũ Văn Thái. Nhưng vì ông không kịp chỉnh đốn, bị đại quân Tây Ngụy tràn lên đánh bại, phải lui chạy.
Mùa thu năm Hưng Hòa thứ 3 (541), Hầu Cảnh được làm Hà Nam đạo Đại hành đài, nắm 10 vạn binh, chuyên chế Hà Nam.
Năm Vũ Định đầu tiên (543), nhân Đông Ngụy giành được thắng lợi ở trận Mang Sơn, Cảnh dùng kế lừa chiếm thành Hổ Lao, rồi thu lấy Bắc Dự Châu và Lạc Châu, được tiến vị làm Tư không.
Năm thứ 3 (545), ông đổi sang giữ chức Tư đồ.

## Phản Lương

### Dưỡng hổ thành giặc
Sau khi vượt sông Hoài, Cảnh không biết phải đi đâu, Mã Đầu thú chủ Lưu Thần Mậu của Lương cùng Nam Dự Châu Giám châu sự Vi Ảm (con Vi Duệ) bất hòa, nên giục ngựa đến tìm Cảnh, khuyên Cảnh cướp lấy thành Thọ Dương, còn nói: "Triều đình mừng Vương về nam, ắt không trách đâu!" Cảnh mừng lắm, làm theo kế ấy, đến Thọ Dương, gặp Ảm mặc giáp đứng trên thành. Cảnh nói với Thần Mậu: "Việc không xong rồi!" Thần Mậu đáp: "Ảm hèn nhát lại kém khôn, có thể thuyết phục được!" Cảnh bèn sai Dự Châu tư mã Từ Tư Ngọc trong đêm vào thành thuyết phục, Ảm bèn mở cửa cho Cảnh vào. Cảnh bắt được Ảm, mấy lần muốn chém, mãi mới tha cho. Rồi sai Vu Tử Duyệt dâng biểu nhận tội thua trận, tự xin biếm tước. Có chiếu không cho, được thụ Nam Dự Châu thứ sử, quan chức như cũ.
Tháng 2 năm Thái Thanh thứ 2 (548), Đông Ngụy sau khi giành lại Huyền Hồ, muốn thông qua Trinh Dương hầu Tiêu Uyên Minh giao hảo với nhà Lương. Cảnh nghe tin thì nghi hoặc, lại biết triều đình sai sứ đến Ngụy, thì đâm ra sợ hãi, Vương Vĩ cho rằng hoặc bó tay chịu chết, hoặc làm loạn chịu chết, giục Cảnh đưa ra quyết định. Cảnh vì thế hạ quyết tâm khởi binh. Cảnh bắt tất cả cư dân trong thành Thọ Xuân làm lính, dừng mọi công việc buôn bán, cấy cày, buộc trai gái trăm họ gia nhập quân đội. Cảnh xin mấy vạn xúc gấm may áo cho binh sĩ. Chu Dị cho rằng gấm của Ngự phủ (tức Hoàng đế) là để ban thưởng, không phải là để may nhung phục, nên đổi giao cho vải xanh. Cảnh lại cho rằng binh khí của triều đình có chất lượng kém, xin cho thợ rèn Đông Dã  đến làm lại, triều đình cũng cấp cho. Cảnh từ khi về nam, nhiều lần đưa ra yêu cầu, triều đình chưa từng từ chối.
Nguyên Trinh biết Cảnh muốn làm phản, tâu xin về triều. Cảnh nói: "Sắp định Giang Nam, sao lại thiếu nhẫn nại vậy!?" Trinh càng sợ, bỏ trốn về Kiến Khang , không dám nói việc này ra. Hợp Châu thứ sử Bà Dương vương Tiêu Phạm trấn Hợp Phì, Ti Châu thứ sử Dương Nha Nhân đều tâu rằng Cảnh có ý khác, Lãnh quân Chu Dị nói: "Hầu Cảnh có mấy trăm tên phản quân, sao làm loạn được?" rồi giữ lại không tâu lên, lại còn ban thưởng thêm. Cảnh dâng biểu can ngăn việc hòa giải Lương – Ngụy, tỏ thái độ hỗn xược, lời lẽ không đúng mực. Lương Vũ đế không thừa nhận cũng không phủ nhận, gọi mình là chủ, Cảnh là khách, cho rằng khách có gì không hài lòng, là lỗi không chu đáo ở chủ. Cảnh thấy Vũ đế tuy lời lẽ hòa nhã, nhưng ý tứ lạnh nhạt, lại biết Lâm Hạ vương Tiêu Chánh Đức oán vọng triều đình, ngầm cho người đến liên kết. Chánh Đức nhận làm nội ứng.

### Làm chiếu tự phong
Tháng 11 năm Thái Thanh thứ 2 (548), Cảnh tự làm Tướng quốc, Thiên trụ tướng quân.
Sau khi khống chế triều đình nhà Lương, Hầu Cảnh tự ý làm chiếu, mượn danh nghĩa của Lương đế phong tước, tiến chức cho thủ hạ của mình. Tam công có đến vài mươi người, nghi đồng còn nhiều hơn nữa. Đương nhiên, Cảnh nhiều lần làm chiếu tự phong cho mình.
Tháng 3 năm Thái Thanh thứ 3 (549), Cảnh đóng quân ở Tây Châu, làm chiếu đại xá, tự làm Đại đô đốc, Đô đốc trung ngoại chư quân, Lục thượng thư sự, còn Thị trung, Sứ trì tiết, Đại thừa tướng, Vương tước như cũ.
Tháng giêng năm Đại Bảo đầu tiên (550), Cảnh làm chiếu tự gia ban 400 giáp sĩ, cấp trước sau 2 bộ nhạc Vũ Bảo, Cổ Xuy, đặt tả hữu trưởng sử, 4 Tòng sự trung lang.
Tháng 4 năm Đại Bảo đầu tiên (550), Cảnh lại làm chiếu tự tiến vị làm Tướng quốc, phong Hán vương, lấy 20 quận Thái Sơn làm thực ấp, vào triều không rảo bước, vái lạy không xưng tên, được mang kiếm lên điện, như Tiêu Hà đời Hán.
Tháng 10 năm Đại Bảo đầu tiên (550), Cảnh làm chiếu cho phép gia hiệu Vũ trụ đại tướng quân, Đô đốc lục hợp chư quân sự. Nhưng việc này chưa tiến hành.
Tháng 10 năm Đại Bảo thứ 2 (551), Cảnh làm chiếu, tự gia lễ Cửu Tích, đặt trăm quan dưới quyền thừa tướng. Lại làm chiếu truy tặng tổ tiên làm Đại tướng quân, Thừa tướng.

### Tùy ý phế lập
Tháng 11 năm Thái Thanh thứ 2 (448), Cảnh đưa Tiêu Chánh Đức lên ngôi ở Nghi Hiền đường, đổi niên hiệu là Chánh Bình. Chánh Đức lấy con gái ông làm vợ.
Sau khi chiếm được Đài thành, giáng Tiêu Chánh Đức làm Thị trung, Đại tư mã, bá quan đều được phục chức.
Tháng 5 năm Thái Thanh thứ 3 (449), Vũ đế băng ở điện Văn Đức. Cảnh giữ kín không phát tang, quàng ở điện Chiêu Dương, quan lại bên ngoài đều không biết. Hơn 20 ngày sau, đưa quan tài lên gian trước của điện Thái Cực, đón Tiêu Cương lên ngôi, là Lương Giản Văn đế. Sau đó làm chiếu xá cho nô tỳ có gốc gác phương bắc, thu dùng tất cả bọn họ.
Tháng 6, Cảnh giết Tiêu Chánh Đức ở Vĩnh Phúc tỉnh.
Tháng giêng năm Đại Bảo thứ 2 (551), Cảnh bèn phế Giản Văn đế. Vương Vĩ khuyên ông lên ngôi, Quách Nguyên Kiến cố can, bèn đưa Dự Chương vương Tiêu Đống (con Ai thái tử Tiêu Thống) lên ngôi, đổi niên hiệu là Thiên Chánh.
Tháng 10, Cảnh sai Vệ úy Bành Tuấn, Vương Tu Toản dâng rượu chuốc say Giản Văn đế, rồi dùng túi đất đè chết.
Tháng 11, tự gia các thứ phục sức, xe cộ, nghi thức dành cho hoàng đế, đều theo Hán lễ. Làm chiếu để Tiêu Đống nhường ngôi, giáng làm Hoài Âm vương; đặt quốc hiệu là Hán, đổi niên hiệu là Thái Thủy; truy tôn ông nội là Hầu Chu làm Đại thừa tướng, cha là Hầu Tiêu làm Nguyên hoàng đế.

### Chết không toàn thây
Sau khi Hầu Cảnh thua chạy khỏi Kiến Khang, Vương Tăng Biện sai Hầu Thiến soái quân đuổi theo. Cảnh đến Tấn Lăng, rồi đi Ngô Quận, tiếp đến là Gia Hưng, Triệu Bá Siêu chiếm cứ Tiền Đường chống lại. Cảnh lui về Ngô Quận, đến Tùng Giang, thì quân Hầu Thiến đuổi kịp. Quân của Cảnh chưa bày trận, đều dựng cờ hiệu xin hàng. Cảnh không thể ngăn được, bèn cùng vài chục người tâm phúc bỏ chạy, ném hai con xuống nước, từ Hỗ Độc ra biển.
Tháng 4, đến Hồ Đậu châu, bị Thái tử xá nhân (tiền nhiệm) Dương Côn giết chết, gởi thây đến Vương Tăng Biện ở Kiến Khang, truyền đầu về Giang Lăng. Thây bị phơi ở chợ, trăm họ tranh nhau ăn sống; đốt xương thành tro, hòa rượu mà uống. Đầu bị bêu ở chợ, sau đó bị nấu rồi đem sơn, cất vào Vũ khố.

## Tính cách
Cảnh tính tàn nhẫn bạo ngược, trị quân nghiêm chỉnh; mỗi khi cướp bóc tiền của, thì chia đều cho tướng sĩ, nên bọn họ vì ông mà ra sức, giành được nhiều thắng lợi.
Cảnh lưng dài chân ngắn (có thuyết là chân cao chân thấp), không có sở trường cưỡi ngựa bắn cung, chỉ dựa vào mưu trí. Bộ tướng của Cao Hoan là bọn Cao Ngao Tào, Bành Nhạc đều có dũng lực trùm đời, riêng ông xem thường: "Thứ lợn hùng hục, thì làm được gì?"

## Dật sự
Ngay sau trận thua Sa Uyển, Cảnh nói với Cao Hoan: "Vũ Văn Thái cậy vừa chiến thắng, bây giờ ắt tỏ ra lười nhác, xin (cho tôi) đưa mấy ngàn kỵ binh vào Quan Trung bắt hắn." Hoan đem lời ấy thuật lại cho vợ là Lâu thị, nói: "Hắn mà bắt được Thái, thì không trở về nữa. (Bắt) được Thái (mà để) sổng Cảnh, cũng chẳng ích gì!" (ý nói Cảnh sẽ thay Thái cát cứ Quan Trung).
Cảnh từng nói với Cao Hoan: "Hận không bắt được Thái. Xin lấy 3 vạn quân, tung hoành thiên hạ; có thể vượt sông bắt trói lão già Tiêu Diễn, để thời thái bình trở lại." Hoan rất lấy làm vừa ý, vì thế giao cho vùng Hà Nam, xem ông như một nửa cơ thể mình.
Sau khi Cảnh chạy sang miền nam, Đông Ngụy giành lại được đất đai đã mất, nên muốn hòa giải với nhà Lương, Lương Vũ đế triệu quần thần bàn bạc. Cảnh nghe tin, chưa vội tin, làm giả thư của Đông Ngụy xin đổi Trinh Dương hầu Tiêu Uyên Minh lấy Hầu Cảnh, Vũ đế nhận lời. Cảnh nói với bộ hạ: "Ta biết được lòng dạ bạc bẽo của lão già nhà ngươi rồi!" Bèn xin cưới con gái nhà Tạ, Vương, Vũ đế đáp rằng: "Con nhà Tạ, Vương không phải cao môn thì không gả, nếu là Chu, Trương trở xuống thì được!" Ông căm tức nói: "Sau này sẽ đem gả bọn chúng cho nô tỳ!" Sau này khi hạ được Đài thành, Cảnh lấy Lật Dương công chúa (con gái Tiêu Cương) làm vợ.